# Sharon Dyall
Sharon Birgitta Dyall, född 28 december 1962 på Danderyds sjukhus, folkbokförd i Norrköping, Östergötlands län, är en svensk sångerska, skådespelare, röstskådespelare, musikalartist, dubbregissör, översättare och logonom. Sharon Dyall blev känd på slutet av 1980-talet då hon medverkade i TV-serien Varuhuset och har sedan dess framförallt gjort sig bemärkt som soul- och jazzsångerska och musikalartist. Hon har haft framträdande roller i musikaler som West Side Story (Chinateatern, 1989), A Chorus Line (Riksteatern, 1996), Nine (Malmö Opera, 2002) och Chicago (Stockholms Stadsteater, 2014, 2015).
Förutom att vara fortsatt aktiv på scenen och i dubbsammanhang har Sharon examen i Logonomi, Röst- och talpedagog med estetisk inriktning (Stockholms Musikpedagogiska Institut) och undervisar i Röst och Scenframställning.

## Yrkesliv
Dyall, som växte upp i London och på Barbados, lärde sig tidigt att spela piano, dansa och steppa och vann redan i sexårsåldern en talangtävling i London. När familjen flyttade tillbaka till Sverige vid mitten av 1970-talet följde hon med sin far, jazz- och funkmusikern Colin Dyall, som körsångerska på hans turnéer. 1983 blev hon medlem i bandet Little Mike & The Sweet Soul Music Band, i vilket bland annat Little Mike Watson, Nils Landgren, Anders Berglund, Claes af Geijerstam och Anna-Lotta Larsson var medlemmar. 1985 släppte hon soloalbumet I Am. I början av 90-talet turnerade Dyall tillsammans med Anne Linnet och Sanne Salomonsen och medverkade också på deras album från den tiden. Tillsammans med Tommy Nilsson gjorde hon showen Vårsoul på Hamburger Börs 1997. Hon körade även bakom artister som Mauro Scocco, Lisa Nilsson, Eagle-Eye Cherry, Björn Skifs, Titiyo, Ola Magnell och Nils Landgren.
År 1984 började hennes karriär som musikalartist, hon medverkade i bland annat West Side Story och Guys And Dolls på Stockholms Parkteater och i Skål på Maximteatern. 1989 belönades hon med privatteatrarnas pris Guldmasken för bästa kvinnliga biroll som Anita i West Side Story på Chinateatern. Mycket beröm fick hon också för sina insatser i musikalerna Hair (Chinateatern, 1991), A Chorus Line (Riksteatern, 1996), Jekyll & Hyde (Östgötateatern, 1999-2000) och Nine (Malmö Opera, 2002). Hösten 2014, våren 2015 spelade hon en av huvudrollerna i Chicago på Stockholms Stadsteater. Dyall är sedan 2016 logonom, högskoleutbildad röst och talpedagog vid Stockholms Musikpedagogiska Institut.
Sitt folkliga genombrott fick Dyall 1987 när hon spelade Tina i TV-serien Varuhuset. Hon har sedan dess medverkat i ett flertal filmer för TV, bland annat i Rosenbaum, 1993 och Kommissarie Winter 2010. Hon deltog i Melodifestivalen 1991, där hon slutade på en femteplats. Samma år lockade Peter Flack henne till Örebro där hon för första gången fick spela revy i Hjalmars hotell på Parkteatern. 1993 spelade hon i revyn Mulliga vitaminer med bland andra Birgitta Andersson och Ulf Brunnberg på Lorensbergsteatern i Göteborg. Hon kom att spela revy igen 2010-2012 med Robert Gustafsson i hans 25-årsjubileumsföreställning på Rondo och Cirkus.
Dyall har sjungit en hel del jazz och framträtt med band som Peter Asplund trio och Peter Asplund Big Band Show, Claes Crona Trio, Blue House Jazz Orchestra, Stockholms Jazz Orchestra, Mats Holmqvists Stora Stygga, Bohuslän Big Band, Sandviken Big Band och vintern 2013 var Dyall solist i Duke Ellingtons Sacred Concerts tillsammans med Norrbotten Big Band under ledning av Örjan Fahlström. och gav under 2007 ut Jazzalbumet Another Angle tillsammans med Tommy Berndtsson. Dyall öppnade jazzfestivalen JazzBaltica i Tyskland 2017. 2018 medverkade Sharon i hyllningskonserten "Ella Fitzgerald - the Gershwin Songbook" på Berwaldhallen med Sveriges Radios Symfoniorkester tillsammans med Rigmor Gustafsson och Ellen Andersson under ledning av Anders Berglund. Denna konsert kommer åter att genomföras, denna gång på Malmö Konserthus under våren 2019.
Vid sidan av arbetet som sångerska och skådespelare arbetar hon också som regissör, så kallad dubbing director. Hon har regisserat dubbningen av animerade och icke-animerade filmer för Disney, Dreamworks, Fox och Sony Pictures såsom Ice Age-filmerna 1-4, Prinsessan och grodan, Nalle Puhs film – Nya äventyr i Sjumilaskogen och Aladdin. Hon har också givit svensk röst åt många figurer i populära filmer som Ringaren i Notre Dame och Herkules. Många känner igen henne som Daphne Blake i Scooby-Doo och hon har ofta lånat ut sin röst till Helena Bonham Carters filmfigurer såsom Röda Drottningen i Alice i Underlandet och Kalles mor i Kalle och Chokladfabriken. Första dubbningsuppdraget var som Rita i Oliver & gänget 1988.
Dessutom har hon översatt manus till flera dubbade filmer samt skrivit de svenska sångtexterna till bland annat Disneyfilmerna Frost och Frost 2.
Dyall har även läst in ljudböcker för Bonniers och Norstedts, bland annat Aino Trosells Järngreppet och Khaled Hosseinis Tusen strålande solar.

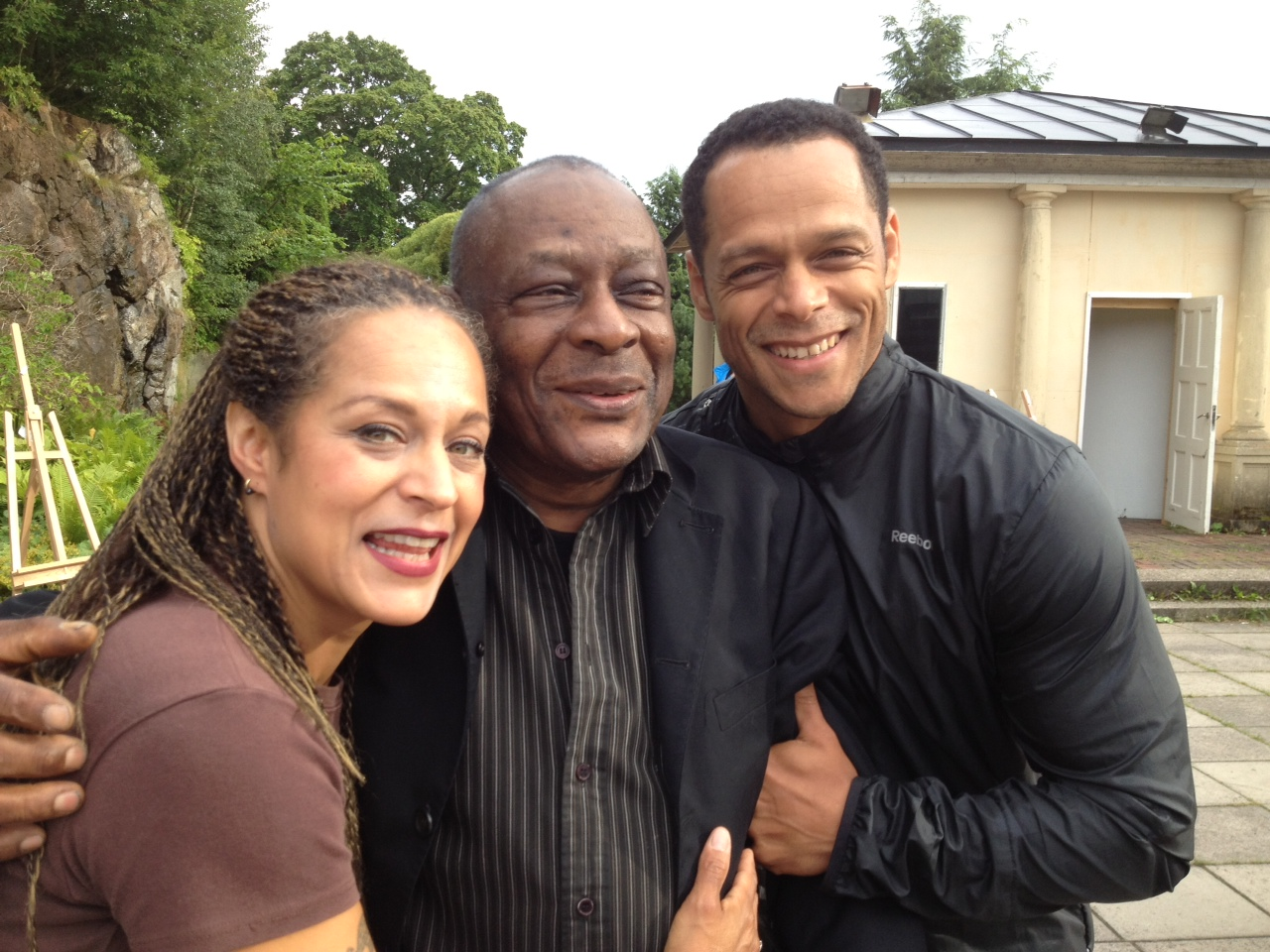
Med fadern Colin och brodern Karl i Hågelbyparken 2012

## Familj
Sharon Dyall är dotter till Christina (Sjölin) Dyall (1942-2019) och den guyanesiske musikern Charles Colin Dyall (1938-2017). Hon är syster till dansaren och skådespelaren Karl Dyall; deras yngre syster Barbara är veterinär. De har också halvbröderna Dennis och Dexter Dyall. Sharon Dyall har två döttrar, Disa Dyall Gåsøy född 1993 har hon med den norske musikalartisten Yngve Gåsøy, och Niji Dyall Price född 2005 med musikern Magnum Coltrane Price. Sharon Dyall är kusin till amerikanska sångerskan Simone Denny. Hon är bosatt i Stockholm.

## Filmografi i urval
- 1987 – Varuhuset (TV-serie)
- 1988 – Oliver & gänget (röst som Rita)
- 1991 – Rosenbaum, avsnitt Bländverk (TV-serie)
- 1991 – Kopplingen (TV-serie)
- 1996 – Ringaren i Notre Dame (röst som Esmeralda)
- 1997 – Herkules (röst som Terpsichore)
- 1997 – Rasten (TV-serie) (röst som Fröken Grottke)
- 1998 – Prinsen av Egypten (röst som Sipporah)
- 2000 – My Dog Skip (röst som Ellen)
- 2000 – Buzz Lightyear (röst som Mira Nova)
- 2000 – En extremt långbent film (röst som Sylvia Marpole)
- 2000 – Flykten från hönsgården (röst som Jenny)
- 2000 – Titan A.E. (röst som Stith)
- 2001 – E.T. the Extra-Terrestrial (röst som Mary)
- 2001 – Rasten: Uppdrag rädda sommarlovet (röst som Fröken Grottke)
- 2001 – Prop och Bertha (röst som Bertha)
- 2001 – Som hund och katt (röst som Ivy)
- 2002 – Ringaren i Notre Dame II (röst som Esmeralda)
- 2002 – Country Bears (röst som Crystal)
- 2003 – Barbie i Svansjön (röst som Fågelprinsessan)
- 2003 – Ballerina/Småbusar (röst som Berättaren)
- 2003 – Dragon Ball Z (röst till Son Gohan)
- 2003 – Like Mike (röst som Janet)
- 2003 – Bionicle: Ljusets mask (röst som Turaga Nokama)
- 2003 – Peter Pan (röst som Mrs. Darling)
- 2004 – Gustaf (röst som Arlene)
- 2004 – Bionicle 2: Legenderna från Metru Nui (röst som Nokama)
- 2004 – Harry Potter och fången från Azkaban (röst som Den tjocka damen)
- 2005 – Zuper-Zebran (röst som Fia)
- 2005 – Bionicle 3: Nät av skuggor (röst som Nokama)
- 2005 – Valiant och de fjäderlätta hjältarna (röst som Victoria)
- 2005 – El Cid - den ridande hjälten (röst)
- 2005 – Ben 10 (TV-serie) (röst)
- 2005 – Kalle och chokladfabriken (röst som Kalles mamma)
- 2007 – Harry Potter och Fenixorden (röst som Bellatrix Lestrange)
- 2007 – TMNT (röst som April O'Neil)
- 2007 – Animalia (TV-serie) (röst som Sarah, Sapi och Harmony-gris)
- 2008 – Madagaskar 2 (röst som Alexs mamma)
- 2008 – Våra vänner djuren (röst)
- 2010 – Alice i Underlandet (röst som Röda drottningen)
- 2010 – Kommissarie Winter (TV-serie)
- 2010 – Det regnar köttbullar (röst som Flint Lockwoods mamma)
- 2010 – Till vildingarnas land (röst som mamman)
- 2011 – Mästerkatten (röst som Imelda)
- 2011 – Scooby Doo! Mysteriegänget (röst som Daphne Blake)
- 2011–2019 – My Little Pony: Vänskap är magisk (röst som Prinsessan Luna)
- 2011–2015 – Jessie (röst som Mrs Chesterfield)
- 2012 – Träd Fu Tom (röst som Träd-Mor)
- 2012 – Hotell Transylvanien (röst som Eunice)
- 2012 – De fem legenderna (röst)
- 2012 – Violetta (TV-serie) (röst som Olga)
- 2012–2015 – Barbie: Life in the Dreamhouse (TV-serie) (röst som Nikki)
- 2015 – Home (röst som Lucy Tucci)
- 2015 – Hotell Transylvanien 2 (röst som Eunice)
- 2015 – Berättelsen om Askungen (röst som Goda fen)
- 2016 – Thunderbirds (TV-serie) (röst som Överste Casey)
- 2016 – Zootropolis (röst som Instruktör)
- 2017 – Saknad (TV-serie)
- 2017 – Saltön (TV-serie)
- 2017 – The Emoji Movie (röst som Smajla)
- 2017 – Coco (röst som Tant Viktoria)
- 2017 – The Star (röst som Deborah)
- 2018 – Hodja och den flygande mattan (Pärlsten)
- 2018 – Pelle Kanin (röst)
- 2018 – Mästerdetektiven Sherlock Gnomes (Irén)
- 2018 – Hotell Transylvanien 3: En monstersemester (röst som Eunice)
- 2019 – Lejonkungen (röst som Sarabi och Sarafina)
- 2022 – Lightyear (röst som Alisha Hawthorne)
- 2022 – Minioner: Berättelsen om Gru (röst som Syster Nunchaku)
- 2023 – Pettson och Findus (TV-serie) (röst)
- 2023 – Monster High: Filmen (originalpremiär: 2022) (röst som Rektor Bloodgood)

## Teater

### Roller (ej komplett)
| År   | Roll              | Produktion                                                                      | Regi             | Teater                                      |
| ---- | ----------------- | ------------------------------------------------------------------------------- | ---------------- | ------------------------------------------- |
| 1985 | Medverkande       | Skål Lars Amble, Anders Berglund                                                | Lars Amble       | Maximteatern                                |
| 1989 | Anita             | West Side Story                                                                 | Runar Borge      | Chinateatern                                |
| 1992 | Medverkande       | Mulliga vitaminer, revy Calle Norlén, Sven Hugo Persson, Tomas Tivemark         | Mikael Hylin     | Stora teatern, Stockholm                    |
| 1994 | Sheila            | Hair Galt MacDermot, Gerome Ragni och James Rado                                | Runar Borge      | Chinateatern                                |
| 1996 | Diana Morales     | A Chorus Line James Kirkwood, Nicholas Dante, Edward Kleban och Marvin Hamlisch | Thomas Ryberger  | Riksteatern/ Stora Teatern                  |
| 2000 | Lucy              | Jekyll & Hyde – the musical                                                     |                  | Östgötateatern                              |
| 2002 | Claudia           | Nine Maury Yeston                                                               | Vernon Mound     | Malmö musikteater                           |
| 2003 | Sally Bowles      | Cabaret John Kander, Fred Ebb, Joe Masteroff                                    |                  | Linneateatern                               |
| 2009 | Medverkande       | Showbusiness: A Hollywood tribute                                               | Roine Söderlundh | Oscarsteatern                               |
| 2010 | Medverkande       | Robert Gustafsson - 25-årsjubileum                                              |                  | Rondo, Göteborg, Amiralen Cirkus, Stockholm |
| 2012 | Tartuffe          | Tartuffe (Tartuffe, ou l'Imposteur) Molière                                     | Fredrik Hiller   | Hågelbyparken                               |
| 2014 | Velma Kelly       | Chicago John Kander, Fred Ebb och Bob Fosse                                     | Roine Söderlundh | Kulturhuset Stadsteatern                    |
| 2016 | Nattens drottning | Trollflöjten 2.0 Emma Sandanam och Mette Herlitz                                | Fredrik Meyer    | Parkteatern                                 |
| 2018 | Pierrette         | Åtta kvinnor (8 femmes) Robert Thomas                                           | Anna Novovic     | Kulturhuset Stadsteatern                    |
| 2020 | Medverkande       | Det stora teaterkalaset Calle Norlén                                            | Sissela Kyle     | Kulturhuset Stadsteatern                    |

## Diskografi
- 1978, Modern Sound Corporation
- 1983-85, Little Mike & the Sweet Soul Music Band
- 1984-85, Nils Landgren & the Cosmic Beavers
- 1985, I Am
- 1991, Ge mig ett svar, bidrag i Melodifestivalen
- 1997, Nu Är Du Min & Vad Skall Du Med Mig Till (Text/Musik: Mauro Scocco)
- 1996, For All We Know med Magnum Coltrane Price på Stora Stygga’s CD ”Standards”
- 1996, Esmeraldas Bön, soundtrack Disneys ”Ringaren i Notre Dame”
- 2000, Våra Systrar gå i Brokiga Kläder, tonsatta dikter av Karin Boye
- 2001, Totta Näslund Duetter
- 2002, Andliga Klassiker, Björn Hedström
- 2004, Totta 7 Soul/På drift
- 2006-16, Christmas with my friends 1, 2, 3, 4 & 5 med Nils Landgren.
- 2007, Another Angle, Sharon Dyall & Tommy Berndtsson
- 2016, Disney Rariteter, Soundtracks från div Disneyfilmer

## Ljudböcker i urval
- 2007, Tusen strålande solar av Khaled Hosseini (Bonnier Audio)
- 2008, Järngreppet av Aino Trosell (Norstedts)
- 2009, Tionde gåvan av Jane Johnson (Bonnier Audio)
- 2009, Ett ljus i mörkret av Agneta Sjödin (Bonnier Audio)
- 2010, Nattönskningen av Anne B Ragde (Bonnier Audio)
- 2013, Hatties Liv av Ayana Mathis (Earbooks)

### Webbkällor
- Sharon Dyall i jazzbaltica.com hämtat från the Wayback Machine (arkiverat 16 september 2017).
- Sharon Dyall i https://www.svd.se/fran-kollegor-till-bitchiga-rivaler
- Sharon Dyall i kulturhusetstadsteatern.se hämtat från the Wayback Machine (arkiverat 21 mars 2014).
- Sharon Dyall i https://www.svd.se/sharon-dyalls-sang-i-varldsklass
- Sharon Dyall i Smålandsposten, 2003-11-19 hämtat från the Wayback Machine (arkiverat 24 december 2013).
- Sharon Dyall i https://sv.stagepool.com/stories/6463/det_har_varit_svart_men_inte_omojligt
- Sharon Dyall i Folkbladet, 2011-01-18 hämtat från the Wayback Machine (arkiverat 24 december 2013).
- Sharon Dyall i Tidningen Kulturen, 2012-07-04 hämtat från the Wayback Machine (arkiverat 31 juli 2014).
- ”Sharon Dyall på Bonnierförlagen.se, läst 2014-04-22”. Arkiverad från originalet den 22 april 2014. https://archive.is/20140422211243/http://www.bonnierforlagen.se/forfattare/Person/?personId=32574.